# Uljanovska oblast
Uljanovska oblast je oblast u Ruskoj Federaciji. Glavni grad joj je Uljanovsk, nazvan po Vladimiru Uljanovu Lenjinu.